# Bund/Länder-Arbeitsgemeinschaft Wasser
Die Bund/Länder-Arbeitsgemeinschaft Wasser (LAWA) wurde 1956 als Zusammenschluss der für die Wasserwirtschaft und das Wasserrecht zuständigen Ministerien der Bundesländer der Bundesrepublik Deutschland gebildet. Ziel der Bund/Länder-Arbeitsgemeinschaft Wasser ist es, länderübergreifende und gemeinschaftliche wasserwirtschaftliche und wasserrechtliche Fragestellungen zu erörtern, gemeinsame Lösungen zu erarbeiten und Empfehlungen zur Umsetzung zu initiieren. Dabei werden auch aktuelle Fragen im nationalen, supranationalen und internationalen Bereich aufgenommen, auf breiter Basis diskutiert und die Ergebnisse bei den entsprechenden Organisationen eingebracht. Seit 2005 ist auch der Bund durch das Bundesministerium für Umwelt, Naturschutz und Reaktorsicherheit als ständiges Mitglied in der LAWA vertreten.

## Aufbau und Aufgaben
Die Arbeitsgemeinschaft ist ein Arbeitsgremium der Umweltministerkonferenz (UMK).
Mitglieder sind die jeweiligen Abteilungsleiter der obersten Landesbehörden für Wasserwirtschaft und Wasserrecht und Vertreter des Bundes, die sich mindestens zweimal im Jahr – rechtzeitig vor den jeweiligen Sitzungen der ACK/UMK – zu den LAWA-Vollversammlungen (LAWA-VV) treffen. Der Vorsitz der LAWA wechselt alle zwei Jahre zwischen den Bundesländern.
Zur Erfüllung ihrer Ziele hat die Arbeitsgemeinschaft ständige Ausschüsse und themenspezifische Ad-hoc-Ausschüsse eingerichtet, die die Themenfelder Wasserrecht, Gewässerkunde, Gewässer- und Meeresschutz, Ökologie, Hochwasserschutz, Küstenschutz, Grundwasser, Wasserversorgung, Kommunal- und Industrieabwasser und den Umgang mit wassergefährdenden Stoffen bearbeiten.
Die Ergebnisse aus dieser Arbeit sind Grundlage für einen einheitlichen wasserwirtschaftlichen Vollzug in den Bundesländern. Dabei bleibt ausreichend Raum für die Berücksichtigung regionaler Besonderheiten.
Die Bund-/Länder-Arbeitsgemeinschaft Wasser informiert die Öffentlichkeit mit Hilfe von Publikationen fortlaufend und aktuell über die Ergebnisse aus den Ausschüssen und stellt ihre Grundsatzpapiere allen Interessierten zur Verfügung.
Auf Grundlage des Beschlusses der 63. Umweltministerkonferenz (November 2004) und der 64. UMK (Mai 2005) wurde die Anzahl der ständigen Ausschüsse der LAWA im Jahr 2005 von fünf auf drei reduziert. Eine dritte Ebene in Form von Unterausschüssen, wie sie bisher bestand, ist nicht mehr vorgesehen. Für die Bearbeitung spezieller fachlicher Themen und Fragestellungen besteht die Möglichkeit, zeitlich befristete Ad-hoc-Ausschüsse einzurichten, deren Aufgaben klar umrissen sind. Außerdem wurde die Expertengruppe Datenmanagement/Reporting (EG DMR) eingerichtet, die der VV direkt zuarbeitet.
Infolge der Umstrukturierung hat die LAWA seit Mitte 2005 drei ständige Ausschüsse. Im Frühjahr 2008 beschloss die UMK die Einrichtung des Ausschusses für Hochwasserschutz und Hydrologie. Im Jahr 2018 beschloss die UMK die Einrichtung eines Ausschusses Klimawandel. Derzeit bestehen folgende ständige Ausschüsse:
- Ausschuss Recht (AR)
- Ausschuss Oberirdische Gewässer und Küstengewässer (AO)
- Ausschuss Grundwasser und Wasserversorgung (AG)
- Ausschuss Hochwasserschutz und Hydrologie (AH)
- Ausschuss Klimawandel (AK)